# Metsakasti
Metsakasti is een plaats in de Estlandse gemeente Viimsi, provincie Harjumaa. De plaats heeft de status van dorp (Estisch: küla).

## Bevolking
Het dorp had 772 inwoners op 31 december 2011 en 764 inwoners op 31 december 2021.

## Geschiedenis
De plaats werd voor het eerst genoemd in 1374 als boerderij onder de naam Kastis. In de 16e eeuw behoorde de plaats tot de bezittingen van de Sint-Olafkerk, later tot het landgoed van Saha. In 1876 stond de plaats dan ook te boek als Metsakasti zu Saage (‘Metsakasti bij Saha’).
In de jaren 1980–1997 was Metsakasti een deel van Äigrumäe. In 1997 werd de plaats weer een zelfstandig dorp.

## Foto's

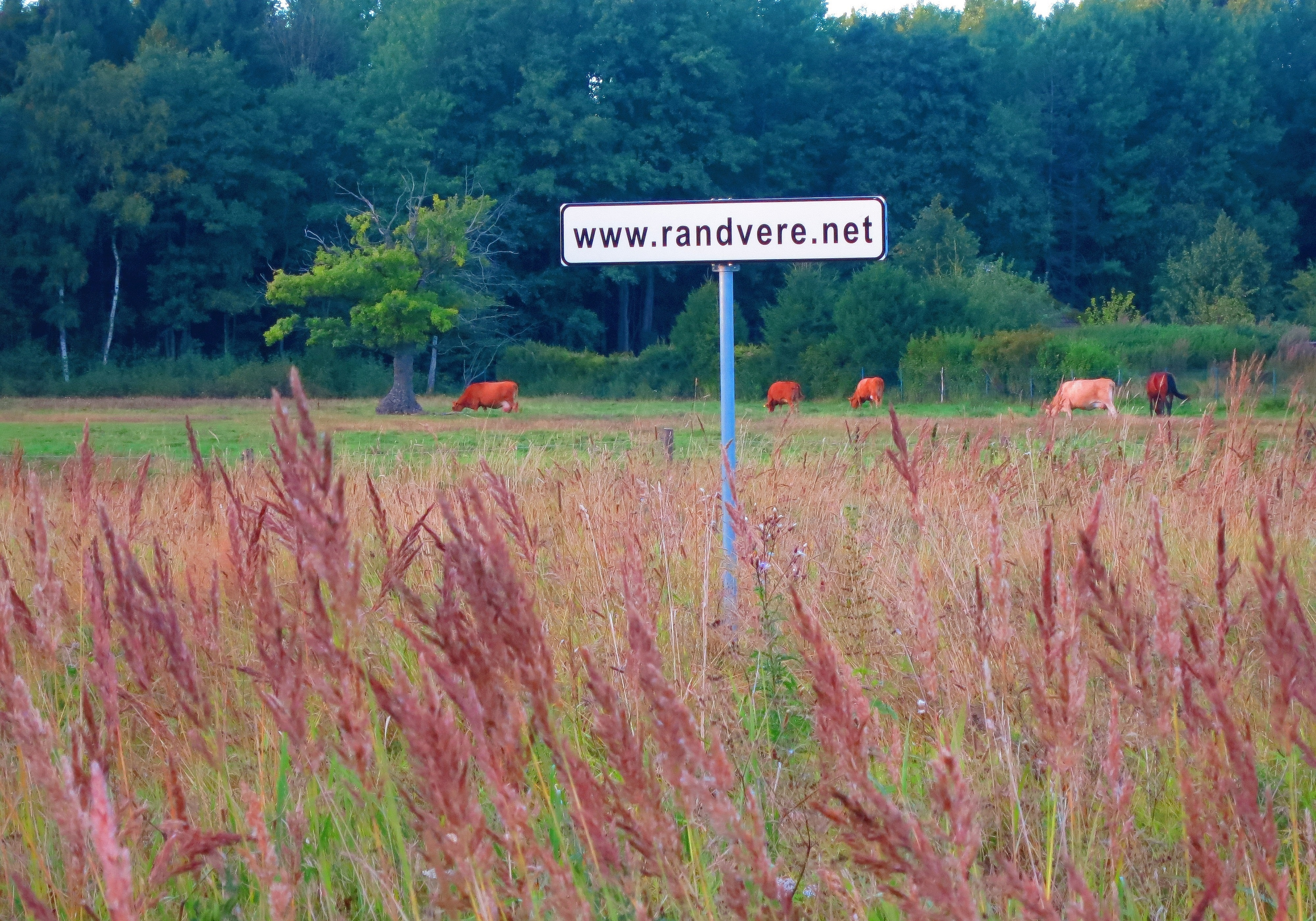
Weiland op de grens van Metsakasti en Randvere
Metsakasti in de winter
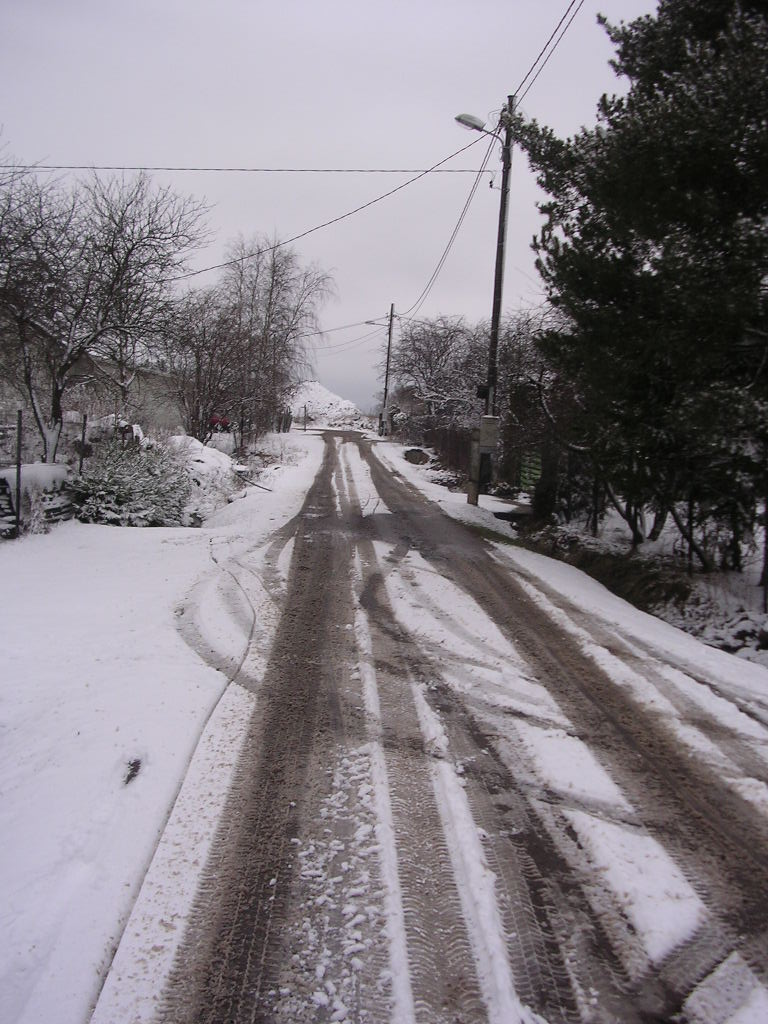
De Kirsi tee, een straat in Metsakasti, in de winter
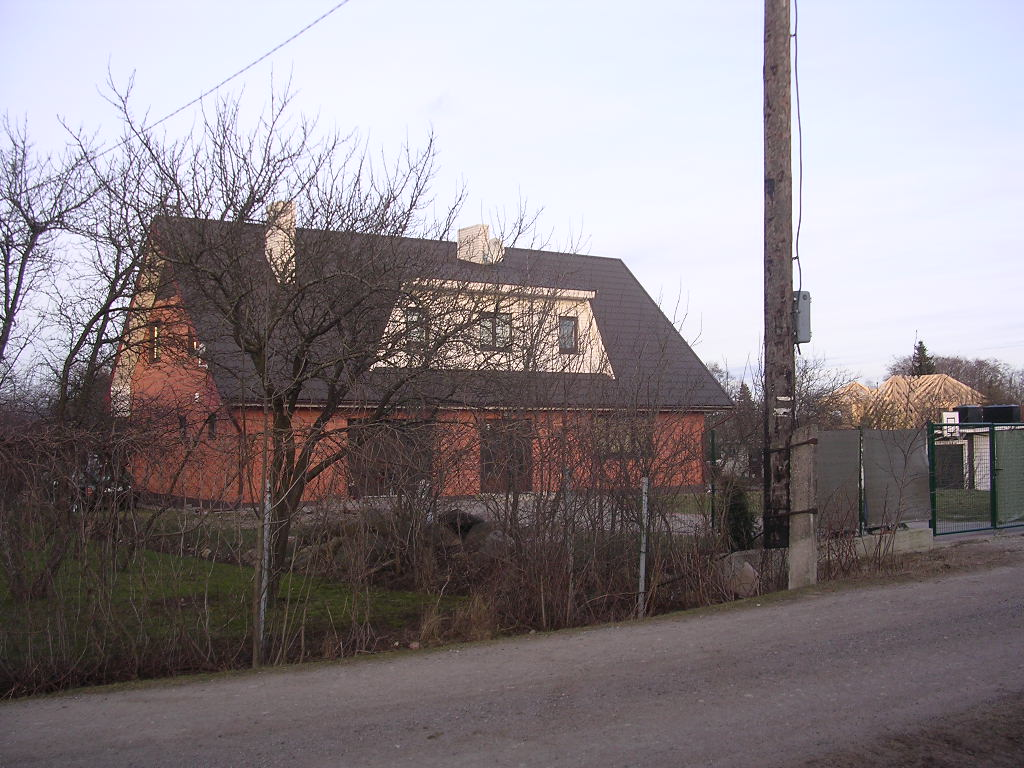
De Kirsi tee
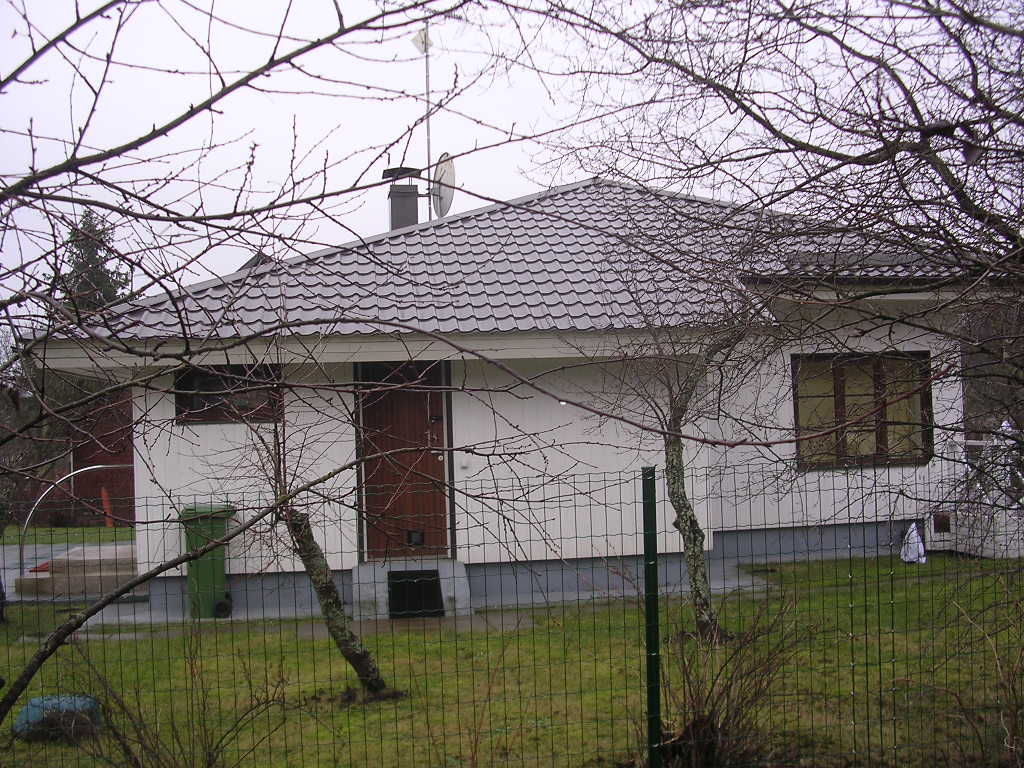
Huis aan de Kirsi tee